# Церква Різдва Пресвятої Богородиці (Щаснівка)
Церква Різдва Пресвятої Богородиці в Щаснівці — парафія і храм Підволочиського благочиння Тернопільської єпархії Православної церкви України в селі Щаснівка Тернопільського району Тернопільської области.

## Історія церкви
У 1905 році за планом Степана Ткачука зі старої церкви села Токи був збудований новий храм. Його освятили 21 вересня 1905 року на свято Різдва Пресвятої Богородиці.
До будівництва долучився кожен житель села, а Павло Чорний подарував для храму церковний дзвін.
У 1927 році вчитель Роман Найда організував і очолив церковний хор.
У 1960 році церкву закрили, але богослужіння відновилися у 1988 році на честь тисячоліття хрещення Русі-України.
Малярські роботи виконав художник Борис Закалюк із села Богданівка, а іконостас виготовив Григорій Яцура.
21 вересня 1989 року храм відкрив та освятив о. Дмитро Чиж. Після нього служив священник Василь Беринда, який організував товариство «Просвіта».

## Парохи
- о. Іван Малюца,
- о. Василь Беринда,
- о. Роман Свідніцький,
- о. Роман Сокальський (з ?).